# 安田洋子
安田 洋子（やすだ ようこ、1930年1月16日 - ）は、日本の女優。東京都出身。身長155 cm。体重58 kg。靴のサイズは24 cm。実践女子大学短期大学部卒業。かつては劇団東芸、宝井プロジェクトに所属していた。

## 出演

### テレビドラマ

#### NHK
- 「宇宙人ピピ」第37話（1965年12月23日） - 母親 役
- 「私の娘を知りませんか」（1971年2月27日）
- 「天下御免」（1971年10月8日 - 1972年9月29日）
- 大河ドラマ
  - 「国盗り物語」第41話（1973年10月14日） - 女将 役
  - 「花神」第27話（1977年7月3日） - 鋳銭司の小母さん 役
  - 「獅子の時代」（1980年1月6日 - 12月21日） - 薩摩の女 役
  - 「おんな太閤記」第45話（1981年11月15日） - 乳母 役
  - 「峠の群像」第30話（1982年8月1日） - 長屋の女 役
- 「赤い月」第13話（1977年4月25日）
- 連続テレビ小説
  - 「いちばん星」（1977年4月4日 - 10月1日） - いね 役
  - 「おしん」第49話・第56話・第57話（1983年5月30日・6月7日・6月8日） - 客 役
  - 「澪つくし」（1985年4月1日 - 10月5日）
  - 「つばさ」第10話（2009年4月9日） - 老人ホームのお年寄り 役
- 「最後の自画像」（1977年10月22日）
- 「火の記憶」（1978年10月28日）
- 「御宿かわせみ」第3話（1980年10月22日）
- 「男子の本懐」（1981年1月4日）
- 「新 事件 わが歌は花いちもんめ」第1話（1981年9月6日）
- 「タクシー・サンバ」第2話（1981年10月24日）
- 「立花登 青春手控え」第1話・第21話（1982年4月14日・9月8日）
- 「ビゴーを知っていますか」（1982年10月9日）
- 「春燈」（1989年1月2日）
- 「虹色定期便」第3シリーズ（1999年4月7日 - 2000年3月8日） - 久世 役
- 「陰陽師」最終話（2001年6月5日）
- 「火消し屋小町」第8話（2004年7月22日） - 猫を探す老婆 役
- 「愛と友情のブギウギ」第7話（2005年4月6日）
- 「七瀬ふたたび」第1話・第2話（2008年10月9日・10月16日） - 渡辺 役
- 「ドロクター」後編（2012年9月23日）

#### 日本テレビ
- 「人生の四季」第18回（1961年9月28日）
- 「怪奇十三夜」第5話（1971年8月1日）
- 「パパと呼ばないで」第20話「粉雪の舞うひな祭り」（1973年2月21日） - 魚屋の客 役
- 火曜サスペンス劇場「バカンスは死の匂い」（1982年8月24日）
- 「刑事貴族」第2シリーズ 第39話（1992年3月13日、日本テレビ）
- 「名無しの探偵」第10作（1994年5月17日） - 農家の主婦 役
- 「ラビリンス」第2話・第5話・第7話（1999年4月28日・5月19日・6月2日） - 家政婦 役
- 「平成夫婦茶碗」第1シリーズ 第8話（2000年3月1日）
- 「OLポリス」第3話（2000年8月21日）
- 「新宿暴走救急隊」第1話（2000年10月14日） - 桜井のおばあちゃん 役
- 「すいか」第5話（2003年8月9日）
- 「共犯者」最終話（2003年12月17日）
- 「演歌の女王」第7話（2007年2月24日） - 電車の中のおばあさん 役
- 「百鬼夜行抄」第6話（2007年3月10日） - 老婆 / 鬼 役
- 「ザ・クイズショウ」第1シリーズ 第5話（2008年8月4日）
- 「ミエルオンナ月子〜真夏の夜のコワーイ話〜」（2011年8月26日） - おばあちゃん 役

#### TBS
- 「コメットさん」第66話（1968年9月30日） - 主婦 役
- 「時間ですよ」第1シリーズ 第1話（1970年2月4日）
- 「デパート!夏物語」第8話（1991年8月20日）
- 「熱い胸さわぎ」第4章（1992年7月1日 - 7月29日）
- 「団地女医・広田久美の事件カルテ」（1994年2月7日）
- 「電光超人グリッドマン」第33話（1993年11月20日） - お清 役
- 「パートタイマー刑事」第2作（1999年4月12日）
- 「あっとほーむ」第53話（2000年5月31日） - ミツエ 役
- 「冤罪」第2作（2000年9月25日）
- 「教習所物語」第4話（2000年11月10日）
- 「たのしい幼稚園」（2001年4月23日 - 7月20日） - 山本克子 役
- 「プリティガール」第3話（2002年1月23日）
- 「ブラックジャックによろしく」第1話（2003年4月11日）
- 「こちら本池上署」第2シリーズ（2003年4月14日 - 7月21日） - 中田豊子 役
- 「弁護士猪狩文助」第5作（2003年8月25日）
- 「特命!刑事どん亀」第13話（2006年7月3日）
- 「花より男子 リターンズ」第6話（2007年2月9日） - アパートの住人 役
- 「女教師探偵・西園寺リカの殺人ルート」（2008年5月19日） - 田中キク 役
- 「生まれる。」第7話（2011年6月3日） - 健康水詐欺の電話をかけた老人（声） 役
- 「ステップファザー・ステップ」第2話（2012年1月16日曜）
- 「ホームドクター・神村愛」第2作（2013年8月26日） - 吉良大三郎の母 役

#### フジテレビ
- 「三匹の侍」第4シリーズ
  - 第13話「抜け忍無情」（1966年12月29日） - 居酒屋の女将 役
  - 第21話「復讐」（1967年2月23日） - 芸者 役
- 「旗本退屈男」第2話（1970年10月13日） - 信者の女 役
- 「生前情交痕跡あり」（1991年7月5日）
- 世にも奇妙な物語
  - 「大蒜（にんにく）」（1991年8月22日）
  - 「親切成金」（1999年3月31日） - バスの老婆 役
- 「怪談 KWAIDAN」第1回「耳なし芳一」（1992年8月21日）
- 「木曜の怪談 怪奇倶楽部 小学生編」第12話（1996年2月15日）
- 「はるちゃん」第4シリーズ（2000年4月3日 - 6月30日） - 老婦人 役
- 「天体観測」第6話（2002年8月6日） - 養護ホームの老人 役
- 「クニミツの政」第2話（2003年7月8日）
- 「白い巨塔」第11話（2004年1月8日）
- 「FIRE BOYS 〜め組の大吾〜」第4話（2004年1月27日） - 喪服の老女 役
- ほんとにあった怖い話
  - 「憑かれた病院」（2004年11月29日） - 相田サチエ 役[3]
  - 「霊の通る家」（2007年8月28日） - 中川翔子の祖母 役[4]
- 「瀬戸内寂聴～出家とは生きながら死ぬこと～」（2005年11月24日）
- 「ブスの瞳に恋してる」第8話（2006年5月30日）
- 「Dr.コトー診療所2006」第1話（2006年10月12日）
- 「東京タワー 〜オカンとボクと、時々、オトン〜」第4話（2007年1月29日） - 病院売店の客 役
- 「翼の折れた天使たち」第1回（2007年2月26日）
- 「花ざかりの君たちへ」シリーズ
  - 「花ざかりの君たちへ～イケメン♂ パラダイス～」第8話（2007年8月21日）
  - 「花ざかりの君たちへ～イケメン☆パラダイス～2011」第5話（2011年8月7日）
- 「婚カツ!」第3話（2009年5月4日） - 窓口客 役
- 「任侠ヘルパー」第1話 - 第4話・第6話・第10話・最終話（2009年7月9日 - 7月30日・8月13日・9月10日・9月17日） - 井伊よしみ 役
- 「さくら心中」第36話（2011年2月23日） - 桐谷 役
- 「明日の光をつかめ」第2シリーズ 最終話（2011年7月22日） - 老女 役
- 「カエルの王女さま」第1話・最終話（2012年4月12日・6月14日）
- 「リッチマン、プアウーマン」第5話（2012年8月6日） - おばあちゃん 役

#### テレビ朝日
- 「特別機動捜査隊」
  - 第152話「団地夫人」（1964年9月23日） - 住人 役
  - 第287話「夕陽の町」（1967年4月26日）
  - 第329話「花散りぬ」（1968年2月14日） - 美世次 役
  - 第385話「ブルーボーイ」（1969年3月12日） - ゆき子 役
  - 第417話「美しい町の天使たち」（1969年10月29日） - マダム 役
  - 第453話「狙え！事件記者」（1970年7月8日） - 咲子 役
  - 第454話「霧の中の聖女」（1970年7月15日） - 信子 役
  - 第712話「七年目の報酬」（1975年7月2日） - 幸代 役
  - 第733話「銭湯ブルース」（1975年11月26日） - 町江 役
- 「セールスレディ連続殺人事件」（1991年12月21日）
- 「はぐれ刑事純情派」第6シリーズ 第25話（1993年9月22日）
- 「はみだし刑事情熱系」
  - 第1シリーズ 第4話（1996年11月6日）
  - 第2シリーズ 第11話（1997年12月24日）
- 「秋田新幹線「こまち」殺人事件」（1999年9月25日）
- 「救急戦隊ゴーゴーファイブ」第33話（1999年10月10日） - おばあさん 役
- 「爆竜戦隊アバレンジャー」第6話（2003年3月23日） - 老け娘 役
- 「相棒」第2シリーズ 第10話（2003年12月17日） - 山口 役
- 「終りに見た街」（2005年12月3日）
- 「交渉人～THE NEGOTIATOR～」第2シリーズ 第6話（2009年11月26日）
- 「妄想捜査～桑潟幸一准教授のスタイリッシュな生活～」第6話（2012年2月26日）

#### テレビ東京
- 「愛のアリバイ」（1989年2月13日）
- 「超星艦隊セイザーX」第5話（2005年10月29日） - お婆さん 役
- 「検事・沢木正夫」第1作（2013年9月25日） - 介護施設入居者 役

#### その他（テレビドラマ）
- 「ザ・ビッグスリープ」（時期不明、放送局不明） - 霊になった妻 役
- 「続・あかんたれ」第140話（1978年9月8日、東海テレビ）
- 「女商一代 やらいでか!」（1981年1月5日 - 9月4日、東海テレビ）
- 「蒲生邸事件」（1998年11月26日、NHK BS9）
- 「脅迫者」（2001年10月21日、BSジャパン） - 内田元子 役
- 「ケータイ刑事 銭形泪」第2シリーズ 第6話（2004年5月9日、BS-TBS）
- 「恋する日曜日」第3シリーズ 第18話（2007年5月5日、BS-TBS）
- 「尾根のかなたに 〜父と息子の日航機墜落事故〜」前編・後編（2012年10月7日・10月14日、WOWOW）

#### その他
- 「家計診断 おすすめ悠々ライフ」（NHK）
  - 「どうなる? 離婚時の年金分割」（2006年6月10日）
  - 「いつから受け取る 公的年金 繰り上げ? 繰り下げ?」（2007年3月3日）
  - 「大丈夫? 私の年金」（2007年8月4日）
  - 「どうなった? 年金記録問題」（2007年11月17日）
  - 「シリーズくらし防衛の知恵(1) ～収入を増やすには」（2009年3月7日）

### 映画
- Danger De Mort（1999年）
- あつもの（1999年）
- 仄暗い水の底から（2002年） - 犬を連れた老姉妹 役
- デビルマン（2004年） - 露店商のおばあさん 役
- 怪談新耳袋 幽霊マンション（2005年） - 恵比寿の妻 役
- 椿山課長の七日間（2006年） - おばあちゃん 役
- 三年身籠る（2006年）
- 20世紀少年 第1章 終わりの始まり（2008年） - 老女 役
- 大決戦!超ウルトラ8兄弟（2008年） - ダイゴの祖母 役
- はやぶさ/HAYABUSA（2011年） - 講演会を聞きに来る女性 役